# Antrocephalus varius
Antrocephalus varius är en stekelart som först beskrevs av Girault 1915.  Antrocephalus varius ingår i släktet Antrocephalus och familjen bredlårsteklar. Inga underarter finns listade i Catalogue of Life.